# Tian Qing
Tian Qing (田卿S, Tián QīngP; Hunan, 19 agosto 1986) è una giocatrice di badminton cinese, vincitrice della medaglia d'oro nel doppio ai Giochi olimpici di Londra 2012 insieme a Zhao Yunlei.

## Palmarès
- Giochi olimpici

Londra 2012: oro nel doppio.
- Campionati mondiali di badminton

2011 - Londra: oro nel doppio.